# Владимирска област
Владимирска област е субект на Руската федерация в Централния федерален окръг. Площ 29 084 km2 (66-о място в Руската Федерация, 017% от нейната площ). Население на 1 януари 2017 г. 1 389 599 души (34-то място в Руската Федерация, 0,95% от цялото население). Административен център град Владимир. Разстояние от Москва до Владимир 190 km.
Владимирска област е образувана на 14 август 1944 г.

## Географска характеристика
Владимирска област е разположена в централната част на Европейска Русия. На северозапад граничи с Ярославска област, на север – с Ивановска област, на изток – с Нижегородска област, на юг – с Рязанска област и на югозапад и запад – с Московска област. В тези си граници заема площ от 29 084 km2 (66-о място в Руската Федерация, 017% от нейната площ).
Владимирска област се намира в централните части на Източноевропейската равнина. Релефът ѝ представлява слабохълмиста равнина. В северозападните райони е развит моренно-ерозионен хълмист релеф с височини над 200 m. На юг възвишенията преминават в т.нар. Владимирско Ополе – издигната равнина с височина до 170 – 200 m, изградена от моренни наслаги, гъсто разчленена от оврази и дерета и имаща вълнист характер. На юг и изток от Владимирското Ополе са разположени плоски, силно заблатени, изградени от пясъчници и конгломерати Мешчорска и Нерлска низини (110 – 130 m). В източната част на областта е разположено Окско-Цнинското възвишение, изградено от варовици, в които широко са разпространени карстови явления. (Окско-Клязминското карстово плато). По долното течение на река Клязма и близо до долината на река Ока са разположени плоски, изградени от пясъци, заблатени равнини – Нижнеокската низина и Лухското полесие. Крайните западни части на областта попадат в източните предели на Смоленско-московското възвишение.
Климатът е умереноконтинентален. Средна януарска температура -11, -12 °C, средна юлска 17, 18,5 °C. Годишна сума на валежите 480 – 580 mm. Продължителността на вегетационния период е 160 – 180 дни.
На територията на областта има 746 реки (с дължина над 1 km) с обща дължина около 8,6 хил.km. Цялата територия на областта попада във водосборния басейн на река Волга. По източната периферия на областта протича част от долното течение на река Ока (десен приток на Волга), а по цялото протежение на областта от запад на изток – река Клязма (ляв приток на Ока) с притоците си Шерна, Пекша, Нерл и др. Реките в областта са с типичен равнинен характер и много от тях са урегулирани с преградни стени, малки водохранилища и язовири. За тях е характерно смесеното подхранване с преобладаване на снежното (55%). Речният им режим е с високо пролетно пълноводие, лятно-есенно маловодие, прекъсвано от епизодични прииждания в резултат на поройни дъждове и ясно изразено зимно маловодие. Реките в региона замръзват в края на ноември а се размразяват в началото или средата на април.
Във Владимирска област има над 2250 естествени и изкуствени езера с обща площ около 95 km2. Болшинството от езерата са крайречни, но има и ледникови и карстови. Най-голямото естествено езеро в областта е Свято езеро (10 km2), разположено на границата с Московска и Рязанска област. Блатата заемат 1,32% от територията на областта – 383 km2, като най-голямо е Вязниковската блатна система в източната част на областта.
Преобладават леките суспензви почви с различен механичен състав. В Мешчорската низина и в други низина са развити торфено слабоподзолисти пясъчни и блатни почви, а по високите части – сиви горски и ливадно-тъмноцветни. По долините на по-големите реки има алувиални почви. Над 940 хил.ха от територията на областта е заето от гори. Типични са смесените широколистно-иглолистни гори. Най-силно е зелесена Мешчорскат низина, където горите покриват 50 – 65% от площта ѝ. Преобладаващите видове са: бор (51%), бреза (31%), осика (11%), смърч (4%). По долините на реките Ока и Клязма има обширни ливади и пасища. В горските райони обитават: лос, дива свиня, вълк, рис, бялка, заек, тетерев, глухар, патки и др.

## Население
Население на 1 януари 2017 г. 1 389 599 души (34-то място в Руската Федерация, 0,95% от цялото население).

### Етнически състав
Според данни от 2002 година в областта живеят: 1 443 900 руснаци, 16 800 украинци, 8700 татари, 5700 беларуси, 5000 арменци и др.

## Административно-териториално деление
В административно-териториално отношение Владимирска област се дели на 5 областни градски окръга, 16 муниципални района, 23 града, в т.ч. 4 града с областно подчинение (Владимир), Гус-Хрустални, Ковров и Муром, 18 града с районно подчинение и 1 град с особен статут и 9 селища от градски тип.
| Административна единица | Площ (km2) | Население (2017 г.) | Административен център | Население (2017 г.) | Разстояние до Владимир (в km) | Други градове и сгт с районно подчинение        |
| ----------------------- | ---------- | ------------------- | ---------------------- | ------------------- | ----------------------------- | ----------------------------------------------- |
| Областни градски окръзи |            |                     |                        |                     |                               |                                                 |
| І. Владимир             | 308        | 358 700             | гр. Владимир           | 356 168             |                               |                                                 |
| ІІ. Гус-Хрустални       | 43         | 58 297              | гр. Гус-Хрустални      | 55 421              | 63                            | Гусевски                                        |
| ІІІ. Ковров             | 57         | 138 552             | гр. Ковров             | 138 552             | 64                            |                                                 |
| ІV. Муром               | 44         | 118 743             | гр. Муром              | 109 809             | 137                           |                                                 |
| V. Радужни              | 113        | 18 535              | гр. Радужни            | 18 535              | 20                            |                                                 |
| Муниципални райони      |            |                     |                        |                     |                               |                                                 |
| 1. Александровски       | 1838       | 108 105             | гр. Александров        | 59 328              | 120                           | гр. Карабаново, гр. Струнино, Балакирево        |
| 2. Вязниковски          | 2236       | 71 684              | гр. Вязники            | 36 635              | 113                           | Мстера, Никологори                              |
| 3. Гороховецки          | 1485       | 21 416              | гр. Гороховец          | 12 948              | 150                           |                                                 |
| 4. Гус-Хрустални        | 4286       | 39 688              | гр. Гус-Хрустални      |                     | 63                            | гр. Курлово                                     |
| 5. Камешковски          | 1084       | 29 941              | гр. Камешково          | 12 711              | 41                            |                                                 |
| 6. Киржачки             | 1135       | 38 475              | гр. Киржач             | 27 157              | 125                           |                                                 |
| 7. Ковровски            | 1819       | 31 239              | гр. Ковров             |                     | 64                            |                                                 |
| 8. Колчугински          | 1170       | 53 333              | гр. Колчугино          | 43 543              | 76                            |                                                 |
| 9. Меленковски          | 2221       | 33 677              | гр. Меленки            | 14 013              | 120                           |                                                 |
| 10. Муромски            | 968        | 16 031              | гр. Муром              |                     | 137                           |                                                 |
| 11. Петушински          | 1692       | 63 739              | гр. Петушки            | 13 382              | 67                            | гр. Костерьово, гр. Покров, Волгински, Городищи |
| 12. Селивановски        | 1388       | 17 992              | сгт Красная Горбатка   | 8113                | 130                           |                                                 |
| 13. Собински            | 1606       | 54 687              | гр. Собинка            | 18 059              | 37                            | гр. Лакинск, Ставрово                           |
| 14. Судогодски          | 2300       | 38 201              | гр. Судогда            | 10 527              | 40                            |                                                 |
| 15. Суздалски           | 1479       | 43 423              | гр. Суздал             | 9749                | 35                            |                                                 |
| 16. Юрев Полски         | 1903       | 35 141              | гр. Юрев Полски        | 18 610              | 68                            |                                                 |

## Селско стопанство
Отглежда се едър рогат добитък, свине, птици, коне; фуражни, зърнени култури (ръж, овес, пшеница); картофи, зеленчуци.
| хиляди хектара | 688 | 643,6 | 553,4 | 485 | 409,1 | 331,2 | 329,2 |